# Jos Kapteyn
Paul Joan George (Jos) Kapteyn (Laren, 31 januari 1928) is een Nederlands jurist. Hij was onder andere hoogleraar te Utrecht en Leiden, lid van de Raad van State en rechter bij het Europees Hof van Justitie.

## Jeugd en studie
Kapteyn, zoon van het latere Eerste Kamerlid en Europarlementariër voor de PvdA Paul Kapteyn ging naar het Stedelijk Gymnasium in Haarlem, hoewel hij dat niet afmaakte vanwege de Duitse bezetting.
Van 1945 tot 1950 studeerde Kapteyn rechtsgeleerdheid aan de Rijksuniversiteit Leiden, die net na de bezetting weer was geopend. Tijdens zijn studie was hij onder meer lid van het volkenrechtelijk dispuut "B.M. Telders" en van het Leidsch Studenten Corps, waar hij in 1949-1950 assessor primus was, en van roeivereniging KSRV Njord. Ook was hij actief bij de studentenweerbaarheid 'Pro Patria', waarmee hij deel uitmaakte van de erewacht toen Winston Churchill in 1946 een eredoctoraat van de Universiteit Leiden ontving. Hij was een studiegenoot van onder andere de latere staatssecretaris van Justitie Jan Glastra van Loon en de Leidse hoogleraar Hein Schermers.
Na een jaar studie in Parijs en zijn militaire dienst werd hij in 1953 assistent bij F.M. van Asbeck, bij wie hij in 1960 uiteindelijk cum laude promoveerde op een proefschrift getiteld De gemeenschappelijke vergadering van de EGKS 1952-1958. Een proeve in Europees Parlementarisme. Het boek werd twee jaar later in het Frans uitgegeven als L'Assemblée Commune de la Communauté Européenne du Charbon et de l’Acier – Un essai de parlementarisme européen.

## Carrière
Na zijn promotie in 1960 kwam Kapteyn te werken bij het directoraat-generaal Europese Samenwerking van het Ministerie van Buitenlandse Zaken. Drie jaar later vertrok hij om hoogleraar recht der internationale organisaties te worden aan de Universiteit Utrecht, waar hij samenwerkte met hoogleraar volkenrecht Maarten Bos. Zijn oratie, gehouden op 9 maart 1964, was getiteld Internationale en supranationale variaties op een parlementair-democratisch thema. Toen in 1967 werd in Utrecht Pieter verLoren van Themaat benoemd tot hoogleraar sociaal-economisch recht, richtten hij en Kapteyn aldaar het Europa Instituut op; in 1970 zouden ze bovendien samen een inleidend studieboek over Europees recht, getiteld Inleiding tot het recht van de Europese Gemeenschappen, schrijven, dat een klassieker in de Nederlandse rechtsliteratuur is geworden.
Op 1 januari 1975 volgde Kapteyn Herman Hendrik Maas — die als lid van het college van bestuur van de universiteit weinig tijd meer overhield voor onderwijs — op als hoogleraar internationaal publiekrecht aan de Universiteit Leiden, waar hij zich bezigheid met het recht der internationale organisaties. Hij werd tevens benoemd tot directeur van het Europa Instituut aan de Universiteit Leiden, als opvolger van Schelto Patijn, en was hoofdredacteur van het tijdschrift Common Market Law Review.
Met ingang van 29 november 1976, slechts kort na zijn benoeming in Leiden werd Kapteyn benoemd tot staatsraad bij de Raad van State, waar hij in 1984 voorzitter van de Afdeling Rechtspraak werd. Als hoogleraar in Leiden en directeur van het Europa Instituut aldaar werd hij opgevolgd door zijn oude studiegenoot Schermers, die tot die tijd hoogleraar aan de Universiteit van Amsterdam was geweest. Hij hield zich als staatsraad overigens ook bezig met de advisering over wetgeving, met name op het gebied van buitenlandse zaken en defensie. Naast zijn functies bij de Raad van State was hij ook lid van het VN-Comité ter uitbanning van alle vormen van rassendiscriminatie, waar hij 1976 voorzitter van werd.

## Hof van Justitie
Na het vertrek van Tim Koopmans als rechter bij het Hof van Justitie van de Europese Gemeenschappen in 1990 werd hij opgevolgd door Kapteyn. Hij werd daar ondersteund door onder anderen Sacha Prechal (nu zelf rechter bij het Hof van Justitie), Marc van der Woude, René Barents (beiden nu rechter bij het Gerecht) en Marieke Koek (nu president van het Gerechtshof Den Haag). Samen met de toenmalige president Gil Carlos Rodríugez Iglesias werkte hij aan een verbetering van de procedure van het hof; verder was hij betrokken bij de Adviezen 1/91 en 1/92 over de oprichting van de Europese Economische Ruimte en het Francovich-arrest.

## Na Luxemburg
In 2000 vertrok Kapteyn op 72-jarige leeftijd als rechter bij het Hof van Justitie, waarna hij bijzonder hoogleraar aan de Universiteit van Amsterdam werd op de Ynso Scholten-leerstoel voor Europese Studies; zijn oratie was getiteld Een Europese Grondwet: retoriek en realiteit. Na zijn emeritaat in 2005 was hij nog een tijd lid van de Adviesraad Internationale Vraagstukken in de commissue Europese Integratie. Hij schreef de levensberichten voor Arnold Tammes en Pieter verLoren van Themaat voor de Mededelingen van de KNAW.
Kapteyn is getrouwd en is in 1984 benoemd tot Commandeur in de Orde van Oranje-Nassau.